# Louise Juhl Dalsgaard
Louise Juhl Dalsgaard (født 26. juli 1973) er dansk skønlitterær forfatter og lyriker. Hun debuterede i 2011 med digtsamlingen ”Mit ønske om at dø er rent hypotetisk.” Hendes forfatterskab, der tæller både lyrik, kortprosa og romaner, kredser om eksistentiel udsathed, ofte med anoreksi som tema. Louise Juhl Dalsgaard skriver i et sprog, der i følge hende selv “skævvrider det almindelige hverdagsudtryk”.

### Digte
- Mit ønske om at dø er rent hypotetisk. Jorinde og Joringel, 2011.
- Til sammen. Forlaget Nulpunkt, 2014.
- Det skulle have været en hest. 365TEKSTER, 2016. Badgedigtsamling.
- I dag skal vi ikke dø. EC Edition, 2020.

### Romaner
- Det dér og dét der. EC Edition, 2017.
- Alle dage tilbage. EC Edition, 2019.
- Om en hals. Grønningen 1, 2024.

### Kortprosa
- Det ligner tø. (med illustrationer af Thomas Kruse). Jensen & Dalgaard, 2022.

### Romancollage
- Ting jeg tænker på. Ekbátana, 2022.

### Film
- Om arktiske heste. Weltschertz, 2014.

### Bidrag til antologi
- I et andet liv i Mia Degner (red.): Afbrydelser. Mikrobe, 2023.